# مدفیلد (حوزه سرشماری)، ماساچوست
مدفیلد (به انگلیسی: Medfield) یک منطقهٔ مسکونی در ایالات متحده آمریکا است که در شهرستان نورفک، ماساچوست واقع شده‌است. مدفیلد ۱۳٫۱ کیلومتر مربع مساحت و ۶٬۴۸۳ نفر جمعیت دارد و ۵۷ متر بالاتر از سطح دریا واقع شده‌است.